# Famille Charles de Lambert
 (juillet 2024).
Si vous disposez d'ouvrages ou d'articles de référence ou si vous connaissez des sites web de qualité traitant du thème abordé ici, merci de compléter l'article en donnant les références utiles à sa vérifiabilité et en les liant à la section « Notes et références ».
La famille Charles de Lambert est une famille issue de la noblesse angoumoise implantée en Russie.

## Historique
- Henri de Lambert

## Filiation
- Henri Joseph Marquis de Saint-Bris et comte de Lambert (1738-1808), major-général et inspecteur de cavalerie au royaume de France.
  - Maurice Ossipovitch de Lambert, fils du précédent, sert l'impératrice de Russie Catherine II et meurt en juillet 1792, lors de la bataille de Dubienka.
  - Charles Ossipovitch comte de Lambert, frère du précédent;  entre au service de la Russie impériale en février 1792? Membre de Sénat dirigeant en 1826. Il s'est marié Ulyana Mikhailovna Deeva (1791-1838) et a eu sept enfants[1]:
    - Alexandra Karlovna de Lambert (1808-1834).
    - Joseph Karlovitch de Lambert (1809-1879). Elizaveta Egorovna, comtesse Lambert, née Kankrin, (1821-1883), épouse du précédent depuis 1843. Elle a entretenu des liens d'amitié avec Ivan Tourgueniev, dont une riche correspondence est restée[2].
    - Peter Karlovitch Lambert (1814-1883)?
    - Karl Karlovitch de Lambert (1815-1865) général russe, fils du précédent, l'un des gardes de l'empereur Alexandre II. Vice-roi du royaume de Pologne (1861), membre du conseil d'État, connu aussi en France sous le nom de Charles Alexandre, marquis de Lambert.
      - Charles de Lambert (1865-1944), aventurier et pilote français, fils posthume de Karl Lambert.

    - Maria Karlovna (1816-1855)
    - Elizaveta Karlovna (1817-1838)
    - Ekaterina Karlovna (1820-1838)

  - Yakov Osipovitch de Lambert (1778-1849), ou (1777-pas avant 1854), conseiller des ambassades de Russie en Espagne et en Chine, directeur du Département du Commerce extérieur.  À partir de 1796, il a servi au Collège des affaires étrangères. En 1802, il est nommé conseiller à l'ambassade de Russie à Madrid. En 1805-1806, il était le deuxième conseiller de l'ambassade de Russie en Chine. Depuis 1813-fonctionnaire des affectations spéciales auprès du ministre des Finances, depuis 1823-Directeur du Département du Commerce extérieur.